# Rogoznica
Rogoznica är en liten turist- och fiskeort i det historiska landskapet Dalmatien i södra Kroatien. Staden ligger skyddat belägen i en djup bukt mellan Split och Šibenik vid den adriatiska kusten. Rogoznica har 2 391 invånare varav 96 procent är kroater enligt folkräkningen år 2001. Staden ligger huvudsakligen på en mindre ö, Kopara, som är förbunden med fastlandet. De viktigaste näringarna är turism och fiske. Den del av staden som är belägen på fastlandet befolkades redan 1390. År 1518 flydde invånarna inför den osmanska armén till ön.